# The Monuments Men
The Monuments Men (titulada Monuments Men en España y Operación Monumento en Hispanoamérica) es una película estadounidense dramática y bélica de 2014, dirigida por George Clooney y escrita y producida por Clooney y Grant Heslov. Está protagonizada por un reparto coral formado por el propio Clooney, Matt Damon, Bill Murray, John Goodman, Jean Dujardin, Bob Balaban, Hugh Bonneville y Cate Blanchett. 
La película está inspirada en el libro The Monuments Men: Allied Heroes, Nazi Thieves and the Greatest Treasure Hunt in History, de Robert M. Edsel, el que se narra la historia del Programa de Monumentos, Arte y Archivos, un grupo aliado cuyo objetivo era rescatar obras de arte y otros objetos de importancia cultural robados por los nazis durante la Segunda Guerra Mundial.
The Monuments Men fue coproducida por Columbia Pictures (en asociación con 20th Century Fox) y Studio Babelsberg. Fue estrenada el 8 de febrero de 2014 en el Festival Internacional de Cine de Berlín. Recibió críticas variadas y obtuvo una recaudación de en torno a 155 millones de dólares en todo el mundo frente a un presupuesto de 91 millones.

## Argumento
En 1943, los Aliados están haciendo progresos conteniendo el avance de las potencias del Eje en Italia. El teniente Frank Stokes advierte al presidente Roosevelt que la victoria tendrá muy poco significado si los grandes tesoros artísticos de la civilización occidental se pierden en la contienda. Stokes recibe entonces la misión de formar una unidad del ejército, bautizada como los “Monuments Men” y compuesta por directores de museo, conservadores, historiadores de arte y arquitectos, para localizar y rescatar las obras de arte robadas por los nazis y devolverlas a sus legítimos propietarios.
En julio de 1944, Claire Simone, una conservadora artística en la Francia ocupada, es obligada a ayudar al oficial nazi Viktor Stahl a supervisar el robo de obras de arte de la Galería Nacional del Juego de Palma para destinarlas al proyectado "Museo del Führer" en Linz o para propiedad personal de altos mandos nazis como Hermann Göring. Después de amenazarla con entregarla a las SS por ayudar a su hermano, miembro de la Resistencia, Stahl se lleva a Alemania todo el contenido del museo mientras los Aliados se acercan a París. Claire va a la estación para enfrentarse a él, pero solo puede contemplar con impotencia cómo Stahl huye en tren con todas las obras robadas.
Mientras tanto, la unidad de Stokes encuentra su trabajo entorpecido por los propios oficiales aliados, que se niegan a arriesgar la vida de sus hombres para ayudarles en su misión. El grupo decide dividirse para cubrir más terreno, con diferentes grados de éxito. James Granger viaja a París, donde encuentra a Claire, que ha sido detenida acusada de colaboracionismo con los nazis. Ella piensa que los americanos quieren encontrar las obras de arte para quedárselas, y se niega a cooperar. Mientras, Granger descubre que las obras de arte no han sido robadas sólo de museos, sino también de los hogares de las familias judías deportadas a los campos de exterminio.
Convencido de que los nazis están huyendo hacia Siegen llevándose todo el arte robado, Stokes envía a Richard Campbell y Preston Savitz a Bélgica, mientras que Walter Garfield y Jean-Claude Clermont van a Alemania. El británico Donald Jeffries pide permiso para entrar en Brujas, aún ocupada por las tropas alemanas, con el fin de proteger la Madonna de Miguel Ángel. Sin embargo, los oficiales aliados se lo niegan para no comprometer la seguridad de la ciudad. A pesar de ello, Jeffries se adentra en la ciudad de noche y logra llegar a la Iglesia de Nuestra Señora, pero una vez allí es asesinado por los nazis, que se llevan la escultura.
Campbell y Savitz se enteran de que el Políptico de Gante ha sido desmontado por los sacerdotes de la Catedral de San Bavón para protegerlo, pero el camión donde viajaba fue detenido y los paneles robados. Finalmente encuentran y arrestan a Viktor Stahl, que vive de incógnito como granjero y tiene en su casa una gran cantidad de cuadros robados, algunos de ellos pertenecientes a la colección de la familia Rothschild. 
En diciembre de 1944, Garfield y Clermont se pierden en el campo y acaban en medio de un fuego cruzado entre dos tropas enemigas. Clermont es herido de gravedad y muere debido a que Garfield no logra encontrar ayuda. Mientras tanto, en Francia, Claire sigue negándose a darle ninguna información a Granger porque todavía no confía en él y teme que las obras, si se recuperan, no sean devueltas a Francia. Sin embargo, cambia de opinión cuando Granger le muestra la Orden Nerón, un decreto firmado por Hitler en el que ordena que si él muere o Alemania es derrotada todas las posesiones del país sean destruidas, incluidas las obras de arte. Después de verle devolver un cuadro robado a una familia judía a su lugar en una casa vacía, Claire finalmente confía en él y le proporciona un libro que contiene información detallada sobre todas las obras robadas y sus propietarios.
Reunidos de nuevo, los Monuments Men descubren que las obras robadas se encuentran almacenadas en varias minas y castillos de Alemania. En una mina de cobre de Siegen encuentran miles de cuadros robados, y más tarde, en otra mina de Merkers encuentran la totalidad de la reserva de oro de Alemania, la incautación de la cual hace efectiva la bancarrota del régimen. Mientras tanto, en otra mina en Heilbronn, el coronel nazi Wegner, siguiendo órdenes, está destruyendo sistemáticamente colecciones enteras de cuadros, incluyendo el Retrato de un joven de Rafael, y los Monuments Men llegan demasiado tarde para salvarlos.
Finalmente, cuando la guerra termina en mayo de 1945, el grupo llega a una mina en Altaussee que parece haber sido destruida, pero descubren que solamente las entradas han sido bloqueadas por los habitantes locales para evitar que los nazis se llevaran el contenido. Además, ahora deben competir con la Unión Soviética, que se está apropiando de obras de arte en su zona de ocupación como reparaciones de guerra, y esa mina se encuentra en su territorio. Los Monuments Men logran entrar en la mina y evacuar una gran cantidad de obras de arte, incluyendo el Políptico de Gante y la Madonna de Brujas, que Jeffries murió defendiendo, antes de que los soviéticos lleguen.
Con su misión concluida, los Monuments Men regresan a sus vidas civiles junto a sus familias. Stokes informa al nuevo presidente, Harry Truman, de las grandes cantidades de obras de arte y otros elementos de importancia cultural que se han recuperado, y pide quedarse en Europa para supervisar más búsquedas y restauraciones. Truman le pregunta si cree que todos sus esfuerzos han valido realmente la vida de los hombres que ha perdido, y Stokes responde con firmeza que sí. Truman le pregunta entonces si cree que, treinta años después, alguien recordará que esos hombres dieron su vida por salvar una obra de arte. En la escena final, ambientada en 1977, un anciano Stokes responde afirmativamente mientras lleva a su nieto a visitar la Madonna de Brujas, rodeados de visitantes que admiran este y otros tesoros artísticos de la humanidad que los Monuments Men lucharon por proteger durante la guerra.

## Reparto
- George Clooney – Teniente Frank Stokes[5]
  - Nick Clooney interpreta al anciano Stokes en la escena final.
- Matt Damon – Teniente James Granger[6]
- Bill Murray – Sargento Richard Campbell[7]
- John Goodman – Sargento Walter Garfield[8]
- Jean Dujardin – Teniente Jean-Claude Clermont
- Bob Balaban – Soldado Preston Savitz[9]
- Hugh Bonneville – Teniente Donald Jeffries[10]
- Cate Blanchett – Claire Simone[11]
- Serge Hazanavicius – René Armand[12]
- Sam Hazeldine – Coronel Langton.
- Dimitri Leonidas – Soldado Sam Epstein[13]
- Grant Heslov – Cirujano del ejército
- Miles Jupp – Mayor Fielding
- Justus von Dohnanyi – Viktor Stahl
- Holger Handtke – Coronel Wegner
- Zahari Baharov – Comandante Elya

## Producción

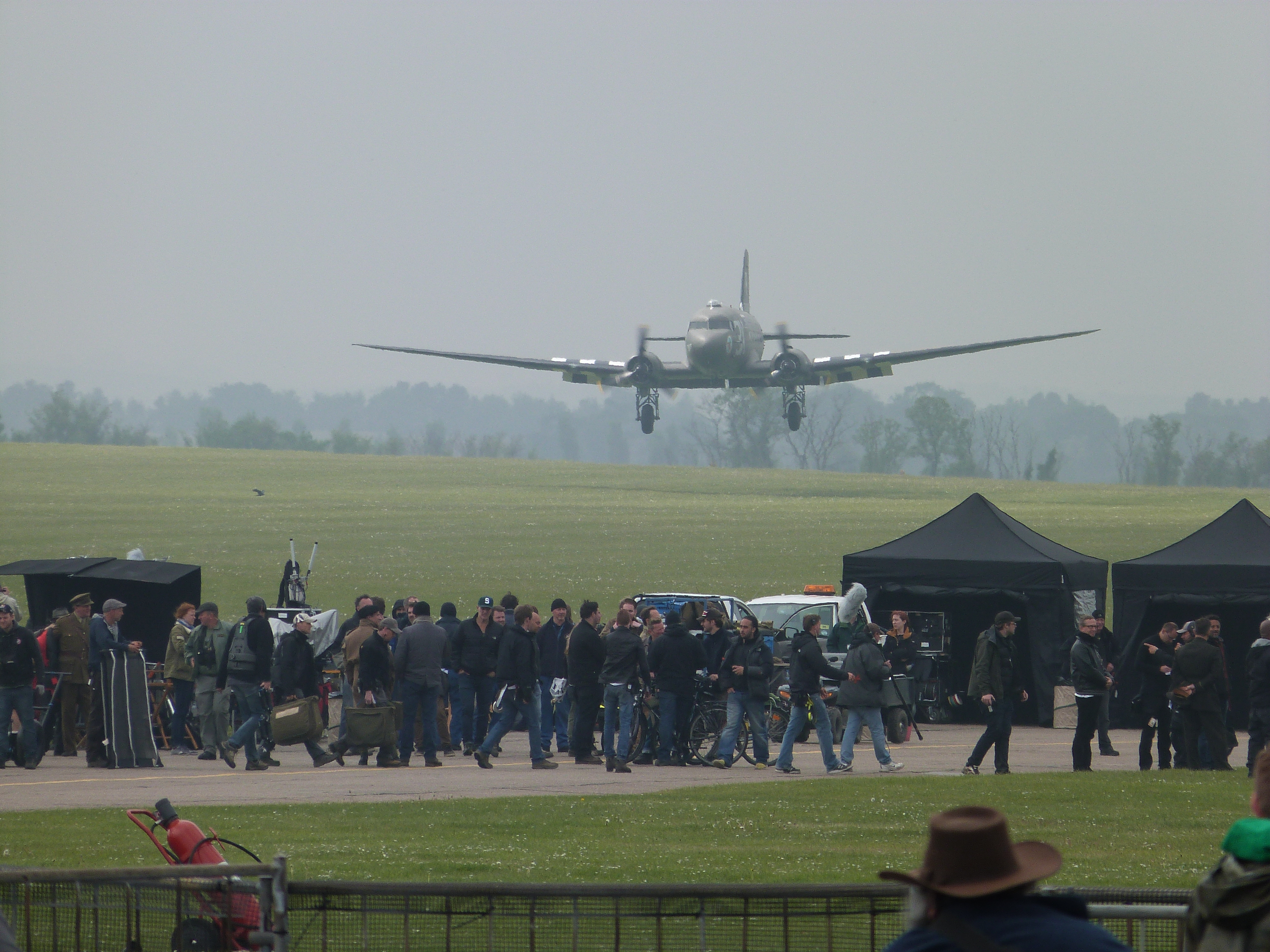
Un Douglas C-47 Skytrain aterriza durante el rodaje en el Museo Imperial de Guerra de Duxford.

The Monuments Men fue coproducida por Columbia Pictures (en asociación con 20th Century Fox) y Studio Babelsberg, y fue financiada principalmente por instituciones alemanas. El casting se realizó en febrero de 2013, completándose con un centenar de figurantes para las escenas de acción.
El personaje de James Granger iba a ser interpretado por Daniel Craig, pero tuvo que renunciar debido a problemas de horario con otros trabajos, y fue reemplazado por Matt Damon.
El rodaje comenzó en marzo de 2013, en los Estudios Babelsberg, en Potsdam, y también se llevó a cabo en Berlín y Harz. Unas minas situadas en los alrededores de Bad Grund fueron utilizadas para escenas exteriores. Otras localizaciones exteriores fueron las ciudades de Lautenthal, Clausthal-Zellerfeld, Goslar, Halberstadt, Merseburg y Osterwieck.
Las escenas ambientadas en la base aérea estadounidense fueron rodadas en el Museo Imperial de Guerra de Duxford, en Cambridgeshire (Reino Unido). Una granja en Ashford (Kent), también fue utilizada como localización secundaria. El rodaje concluyó en junio de 2013 en Rye (Sussex Oriental).

## Estreno
El estreno de la película estaba programado para el 18 de diciembre de 2013, y el tráiler se estrenó el 8 de agosto. Sin embargo, el 23 de octubre, el estreno se aplazó a febrero de 2014 debido a retrasos en la postproducción.
La película fue proyectada el 8 de febrero de 2014 en la 64.ª edición del Festival Internacional de Cine de Berlín. También fue exhibida en la Unesco el 27 de marzo de 2014 con ocasión del debate Modern Day Monuments Men and Women, sobre la preservación de las tradiciones en tiempo de conflicto y la lucha contra el tráfico ilícito de patrimonio cultural.

### Fechas de estreno mundial
| Fechas de estreno (Fuente: IMDb) |                                                                 |                                                      |                                                                            |
| País | Fecha de estreno                                                | País                                                 | Fecha de estreno                                                           |
| Estados Unidos | 4 de febrero de 2014 (preestreno en Nueva York)                 | Finlandia · Islandia · Lituania · Polonia · Paraguay | 28 de febrero de 2014                                                      |
| Jamaica | 5 de febrero de 2014                                            | Vietnam                                              | 7 de marzo de 2014                                                         |
| República Dominicana | 6 de febrero de 2014                                            | Bélgica · Francia                                    | 12 de marzo de 2014                                                        |
| Estados Unidos · Canadá | 7 de febrero de 2014                                            | Australia · Bolivia · Nueva Zelanda                  | 13 de marzo de 2014                                                        |
| Alemania | 8 de febrero de 2014 (Festival Internacional de Cine de Berlín) | República de China                                   | 14 de marzo de 2014                                                        |
| Filipinas | 12 de febrero de 2014                                           | Indonesia                                            | 19 de marzo de 2014                                                        |
| Grecia · Israel · Italia · Macedonia del Norte · Países Bajos · Serbia                                                                                                   | 13 de febrero de 2014                                           | Turquía                                              | 21 de marzo de 2014                                                        |
| Brasil · Ecuador · Estonia · Irlanda · México · Noruega · Reino Unido · Rumania · Sudáfrica · Suecia                                                                     | 14 de febrero de 2014                                           | China                                                | 28 de marzo de 2014                                                        |
| Alemania · Baréin · Chile · Croacia · Eslovenia · Fiyi · Hong Kong · Hungría · Irak · Jordania · Kuwait · Líbano · Malasia · Omán · Perú · Portugal · Singapur · Ucrania | 20 de febrero de 2014                                           | Uruguay                                              | 24 de abril de 2014                                                        |
| Austria · Bulgaria · Colombia · España · India · Letonia · Pakistán | 21 de febrero de 2014                                           | Venezuela                                            | 16 de mayo de 2014                                                         |
| Egipto | 26 de febrero de 2014                                           | Emiratos Árabes Unidos                               | 11 de junio de 2014 (internet) 30 de abril de 2018 (estreno en televisión) |
| Argentina · Corea del Sur · Dinamarca · Eslovaquia · República Checa | 27 de febrero de 2014                                           | Japón                                                | 6 de noviembre de 2015                                                     |

## Precisión histórica
La película está basada en hechos reales, pero los nombres de los personajes fueron cambiados y se realizaron otros ajustes de los hechos históricos para hacerlos más atractivos a nivel cinematográfico. El propio Clooney declaró que "el 80 por ciento de la historia es completamente real y verídica, y casi todas las escenas ocurrieron en realidad". El relato de algunos de los eventos fue alterado para darle un mayor nivel dramático a la recuperación de estos tesoros.
Durante la época nazi, un gran número de tesoros artísticos europeos saqueados por los alemanes se almacenaron en la mina de sal de Altaussee, cerca de la ciudad de Bad Aussee. En una escena de la película se afirma que los "mineros locales" cegaron las entradas de la mina con explosivos para evitar que se destruyera su contenido. En 1945, una misión de la Dirección de Operaciones Especiales cuyo nombre en clave era Bonzos y liderada por Albrecht Gaiswinkler, se encargó de recuperar el arte robado y almacenado en minas de sal de Austria. Este personal fue lanzado en paracaídas sobre la zona de Aussee, donde reunió a una fuerza de unos 300 hombres equipados con armas incautadas a los alemanes, y pasó los últimas semanas y meses de la guerra hostigando a las fuerzas alemanas locales. Cuando llegaron los estadounidenses, la información aportada les permitió capturar a varios nazis destacados. Este grupo tomó la mina de sal, impidió la destrucción de obras de arte allí almacenadas y pudieron devolver "una serie de tesoros nazis, incluida una buena copia de la Mona Lisa (que es tema de debate) y las Joyas de la Corona Austríaca". Otras obras rescatadas incluyeron el Políptico de Gante, de Hubert y Jan van Eyck.
Nigel Pollard, de la Universidad de Swansea, otorgó a la película dos estrellas sobre cinco en rigor histórico. Pollard escribió: "Hay una base histórica, pero The Monuments Men la interpreta de forma rápida y poco definida, lo que probablemente es necesario para que la historia funcione como película, pero el espectador acaba con una visión bastante confusa sobre qué clase de organización era el Programa de Monumentos, Arte y Archivos y lo que consiguió. La organización real nunca fue muy numerosa (de unas pocas docenas de oficiales como mucho), pero la película la reduce a solo siete hombres para personalizar la búsqueda del arte robado: cinco estadounidenses, un británico, el primero en morir (Hugh Bonneville), y un oficial de la Francia Libre, marginando el papel británico en el establecimiento de la organización. Esto se presenta como una iniciativa de Clooney [Stokes] tras el bombardeo de Montecassino (es decir, después de febrero de 1944). De hecho, sus orígenes se remontan a los esfuerzos británicos en Libia en 1942, y ya existía (aunque con problemas iniciales) cuando los aliados invadieron Sicilia en julio de 1943".